# David Soria
David Soria Solís (* 4. April 1993 in Madrid) ist ein spanischer Fußballspieler.

## Karriere
In Madrid geboren lag es nahe, dass Soria Solís der Jugendmannschaft von Real Madrid beitrat. 15-jährig wechselte er für ein Jahr in die Jugendabteilung von Atlético Madrid und kehrte anschließend zu Real Madrid zurück, für deren Jugendmannschaft er bis einschließlich der Altersklasse U19 als Torhüter aktiv war.
Ins Ausland gewechselt, spielte er eine Saison lang für die Nachwuchsmannschaft des englischen Zweitligisten von Leicester City. Nach Spanien zurückgekehrt fand er sportlichen Anschluss beim Drittligisten Sevilla Atlético (der Zweitvertretung des FC Sevilla), dem er drei Saisons lang angehörte, wie auch in der Saison 2014/15 – zeitgleich als einer von vier Torhütern – der Ersten Mannschaft; jedoch ohne Einsatz. Mit seinen letzten vier Punktspielen für Sevilla Atlético hatte er Anteil am späteren Aufstieg der Mannschaft in die Segunda División 2016/17.
Von 2015 bis 2018 war er hinter Sergio Rico dauerhaft zweiter Torhüter der Ersten Mannschaft des FC Sevilla. Sein Debüt am 20. Mai 2017 (38. Spieltag) beim 5:0-Sieg im Heimspiel gegen den Liganeuling CA Osasuna war zugleich sein einziges Saisonspiel. In der Folgesaison, seiner letzten Saison für den Verein, bestritt er 15 Punktspiele und neun Spiele im Wettbewerb um den Königspokal. International bestritt er in der Saison 2015/16 alle neun Spiele der Finalrunde in der Europa League, an dessen Ende der Sieg stand, nachdem der FC Liverpool mit 3:1 bezwungen werden konnte. Im Wettbewerb der Champions League kam er am 3. und 11. April 2018 in den beiden Viertelfinalspielen gegen den FC Bayern München zum Einsatz, gegen den man aus dem Wettbewerb ausschied.
Mit Saisonbeginn 2018/19 zum FC Getafe gewechselt, spielt er seitdem für diesen Erstligisten, für den er bis Saisonende 2021/22 bislang 141 Punktspiele und ein Spiel im Wettbewerb um den Königspokal bestritten hatte. International kam er in der Europa League in vier Spielen (1 Spiel der Gruppe C, 2 Spiele im Sechzehntel- und ein Spiel im Achtelfinale) zum Einsatz.

## Erfolge
- Europa-League-Sieger 2015 (ohne Einsatz), 2016